# گرانیت فالز (واشینگتن)
گرانیت فالز (به انگلیسی: Granite Falls) شهری در شهرستان اسنوهومیش ایالت واشنگتن است که در سرشماری سال ۲۰۱۰ میلادی، ۳۳۶۴ نفر جمعیت داشته است.